# Hôtel de l'Industrie
L’Hôtel de l'Industrie ou Hôtel de la Société d'encouragement pour l'industrie nationale est un bâtiment du XIXe siècle situé dans le 6e arrondissement de Paris, au no 4 de la place Saint-Germain-des-Prés.

## Histoire
En 1849, la Société d'encouragement pour l'industrie nationale (SEIN) décida de quitter ses locaux provisoires de la rue du Bac et d'acheter un bâtiment pour y installer son siège. Sous l'impulsion de l'un de ses administrateurs, Amédée Durand, son choix se porta sur une ancienne gendarmerie située à l'emplacement d'anciennes dépendances de l'abbaye de Saint-Germain-des-Prés qui avaient été adossées aux murailles médiévales de l'enclos de ce monastère. L'acquisition fut votée le 3 juillet 1850. Le bâtiment, en assez mauvais état, fut presque entièrement reconstruit puis aménagé sous la direction de l'architecte Édouard Moll. L'entrée était alors située dans une impasse de la rue Saint-Germain-des-Prés (tronçon sud de l'actuelle rue Bonaparte) faisant face à la rue de l'Abbaye et que l'on appelait « rue de l'Abbaye prolongée ». L'inauguration eut lieu le 28 janvier 1852.

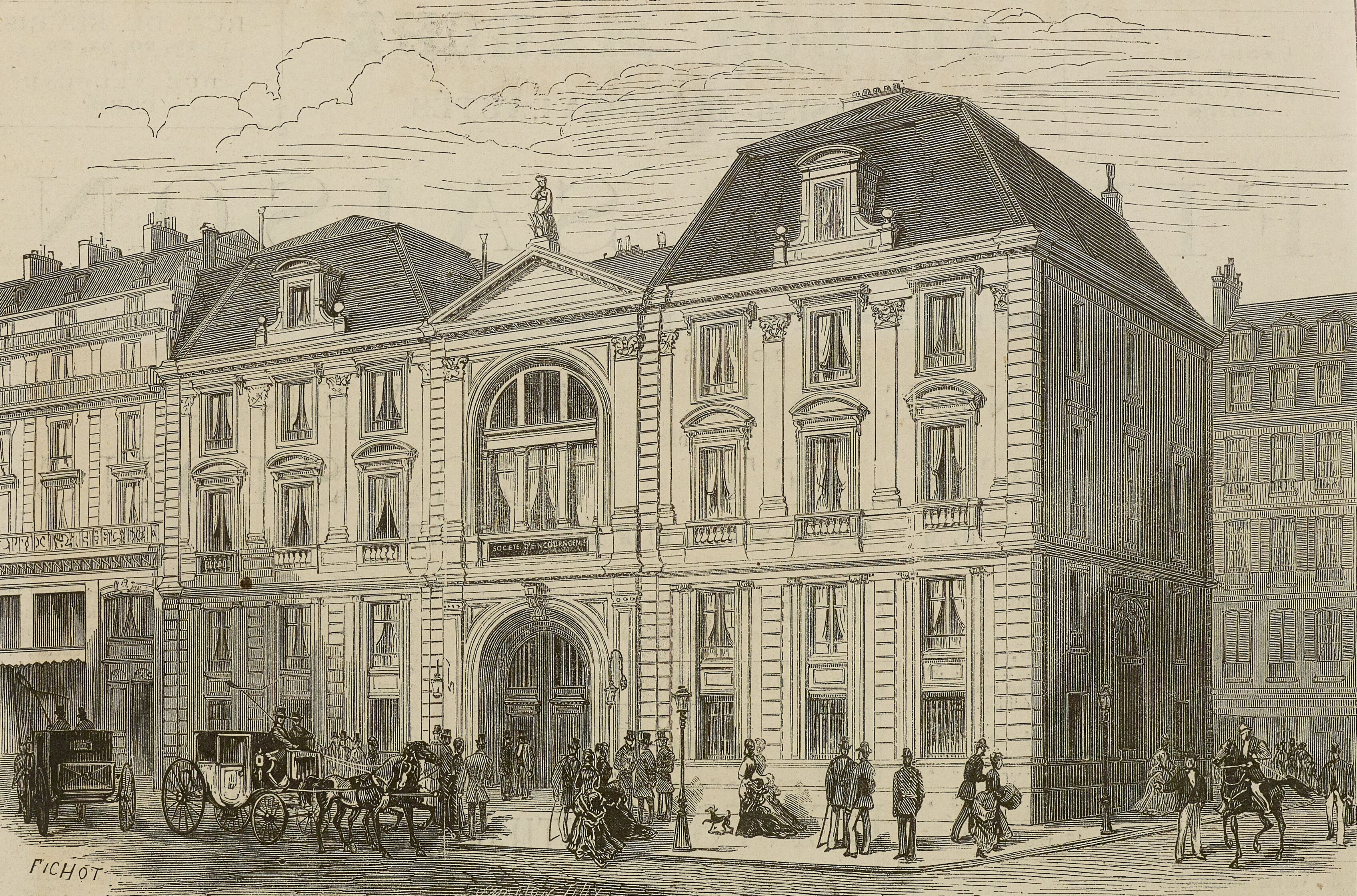
L'hôtel et sa nouvelle façade en 1875.

Deux décennies plus tard, une campagne de grands travaux haussmanniens décrétée en 1866 imposa à la SEIN une transformation profonde de son bâtiment. En effet, la rue de l'Abbaye prolongée fut ouverte vers la rue Saint-Benoît et nivelée par le bas, ce qui aurait nécessité a minima de modifier l'entrée des locaux, tandis que le prolongement de la rue de Rennes entraîna la démolition des maisons bordant la place Saint-Germain-des-Prés, libérant ainsi une bande de terrain trapézoïdale entre le mur oriental du bâtiment et le nouvel alignement. La SEIN décida alors d'acquérir cette parcelle afin d'agrandir ses locaux tout en les dotant d'une nouvelle entrée et d'une façade monumentale du côté de la place. Les études définitives ayant été acceptées par la SEIN le 14 août 1873, les travaux purent commencer selon les plans et sous la direction d'un collaborateur d’Édouard Moll, Jean-Édouard Ramousset. L'inauguration eut lieu le 11 décembre 1874.